# 斯托利奇卡島
斯托利奇卡島是俄羅斯的島嶼，屬於法蘭士約瑟夫地群島的一部分，位於派耶爾島以東，由阿爾漢格爾斯克州負責管轄，最高點海拔高度81米。